# Jarreteira

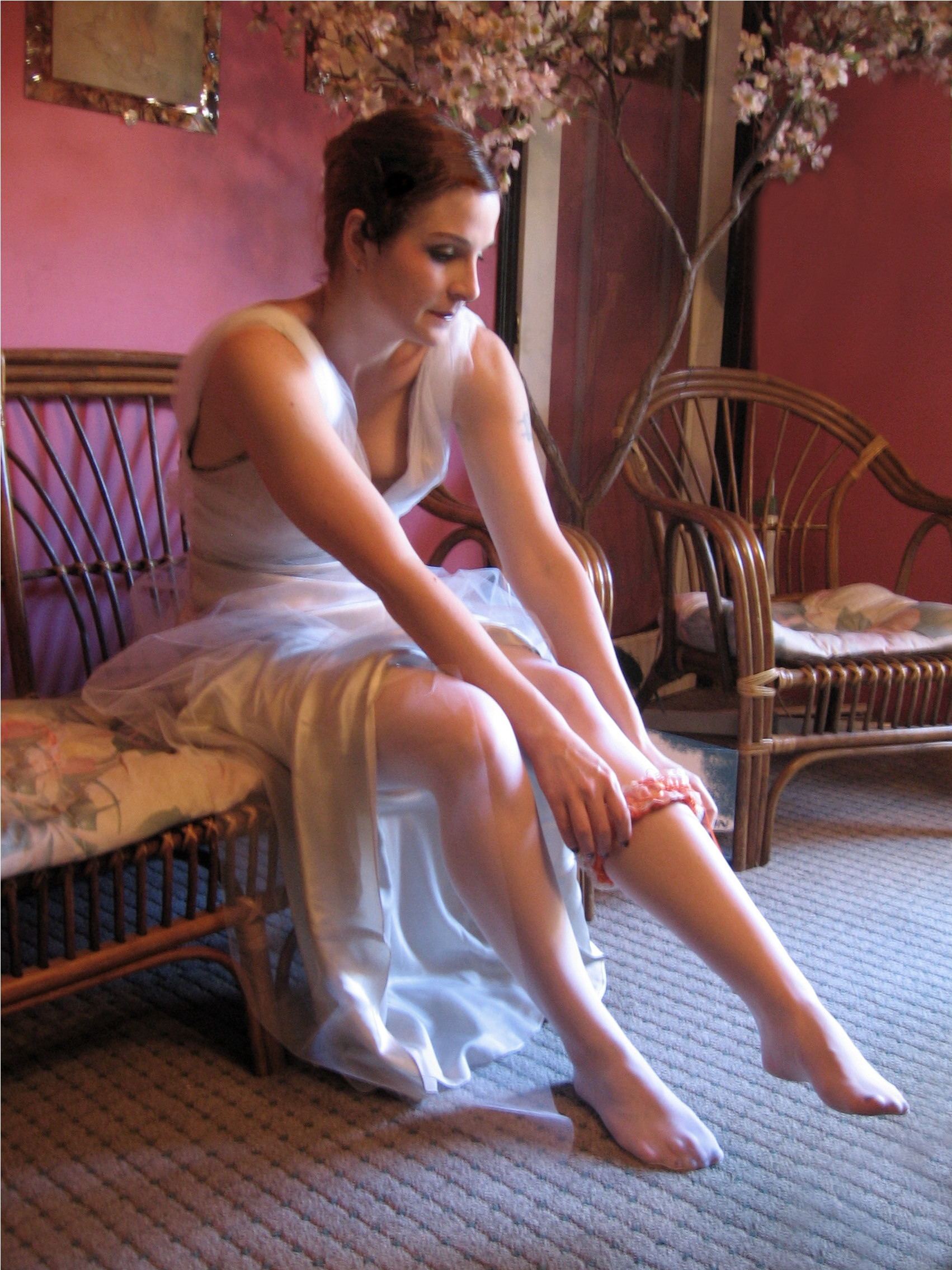
Uma noiva colocando a liga.

Jarreteira ou liga é uma liga ou tira elástica em forma de anel, que prende a meia à perna, ou presilha de elástico, unida a um cinto ou a uma cinta, que segura o alto das meias, a fim de conservá-las esticadas nas pernas. Ficou para a posteridade a perda da liga de veludo azul da condessa de Salisbury. Toda a gente ficou chocada. Foi o rei Eduardo III que a apanhou, dizendo "Maldito seja quem nisso põe malícia"